# بازگشت به آینده قسمت ۳
بازگشت به آینده قسمت ۳ (به انگلیسی: Back to the Future Part III) یک فیلم علمی تخیلی کمدی وسترن آمریکایی به کارگردانی رابرت زمکیس و سومین فیلم از سه‌گانه فیلم‌های بازگشت به آینده است.
داستان
این فیلم ادامه فیلم قبلی است که مارتی مک فلای به غرب وحشی می‌رود تا به دوستش دکتر کمک کند

## بازیگران
- مایکل جی. فاکس در مارتی مک‌فلای / شِیمِس مک‌فلای
- کریستوفر لوید در نقش دکتر امت براون
- مری استینبورگن در نقش کلارا کلیتون
- توماس ویلسون در نقش بیوفورد «مرد دیوانه» تنن / بیف تنن
- لی تامپسون در نقش مگی مک‌فلای / لورین بینس-مک‌فلای
- جیمز تولکان در نقش مارشال جیمز استریکلند
- مت کلارک در نقش متصدی بار سخاوتمند
- الیزابت شو در نقش جنیفر پارکر
- فلی در نقش داگلاس جی. نیدلز